# Мирный (Калининский район)
Мирный — посёлок в Калининском районе Краснодарского края.
Входит в состав Куйбышевского сельского поселения.

## География

### Улицы
- ул. Горького,
- ул. Рогачевская,
- ул. Совхозная,
- ул. Солнечная.

## Население
| 2002 | 2010 |
| ---- | ---- |
| 234  | ↗245 |